# Mékinac
Mékinac ist eine regionale Grafschaftsgemeinde (französisch municipalité régionale du comté, MRC) in der kanadischen Provinz Québec.
Sie liegt in der Verwaltungsregion Mauricie und besteht aus 14 untergeordneten Verwaltungseinheiten (eine Stadt, drei Gemeinden, ein Dorf, fünf Sprengel und vier gemeindefreie Gebiete). Die MRC wurde am 1. Januar 1982 gegründet. Der Hauptort ist Saint-Tite. Die Einwohnerzahl beträgt 12.358 (Stand: 2016) und die Fläche 5.222,10 km², was einer Bevölkerungsdichte von 2,4 Einwohnern je km² entspricht.

## Gliederung
Stadt (ville)
- Saint-Tite

Gemeinde (municipalité)
- Notre-Dame-de-Montauban
- Sainte-Thècle
- Trois-Rives

Dorf (municipalité de village)
- Grandes-Piles

Sprengel (municipalité de paroisse)
- Hérouxville
- Lac-aux-Sables
- Saint-Adelphe
- Saint-Roch-de-Mékinac
- Saint-Séverin

Gemeindefreies Gebiet (territoire non-organisé)
- Lac-Boulé
- Lac-Masketsi
- Lac-Normand
- Rivière-de-la-Savane

## Angrenzende MRC und vergleichbare Gebiete
- La Tuque
- Portneuf
- Les Chenaux
- Shawinigan
- Maskinongé
- Matawinie